# Mariko Mori
Mariko Mori (en japonés: 森 万里子, Tokio, 21 de febrero de 1967) es una videoartista y fotógrafa japonesa. 
Su madre es historiadora de arte europeo y su padre inventor y magnate. Mori trabajó como modelo a finales de los años 1980 mientras estudiaba en el Bunka Fukusō Gakuin. Esto ha influido fuertemente en sus obras tempranas, como Play with Me, donde controla su rol en la imagen, aconteciendo una criatura exótica y extraña en escenas diarias. En 1989 se mudó a Londres donde estudió en el Chelsea College of Art and Design hasta 1992. Y más tarde se mudó a Nueva York donde participó en un estudio del Museo Whitney de Arte Estadounidense. En la actualidad pasa su vida entre Tokio, Londres y Nueva York.

## Obra
La yuxtaposición de la mitología oriental con la cultura occidental es un tema común a la obra de Mori, a menudo a través de sobreponer fotografía e imagen digital, como su instalación de 1995 Nacimiento de una Estrella. Obras más tardías como Nirvana la muestran como diosa, trascendiendo sus primeros roles por medio de la tecnología y la imagen, y abandonando escenas urbanas realistas por paisajes más extraños.